# 花腔

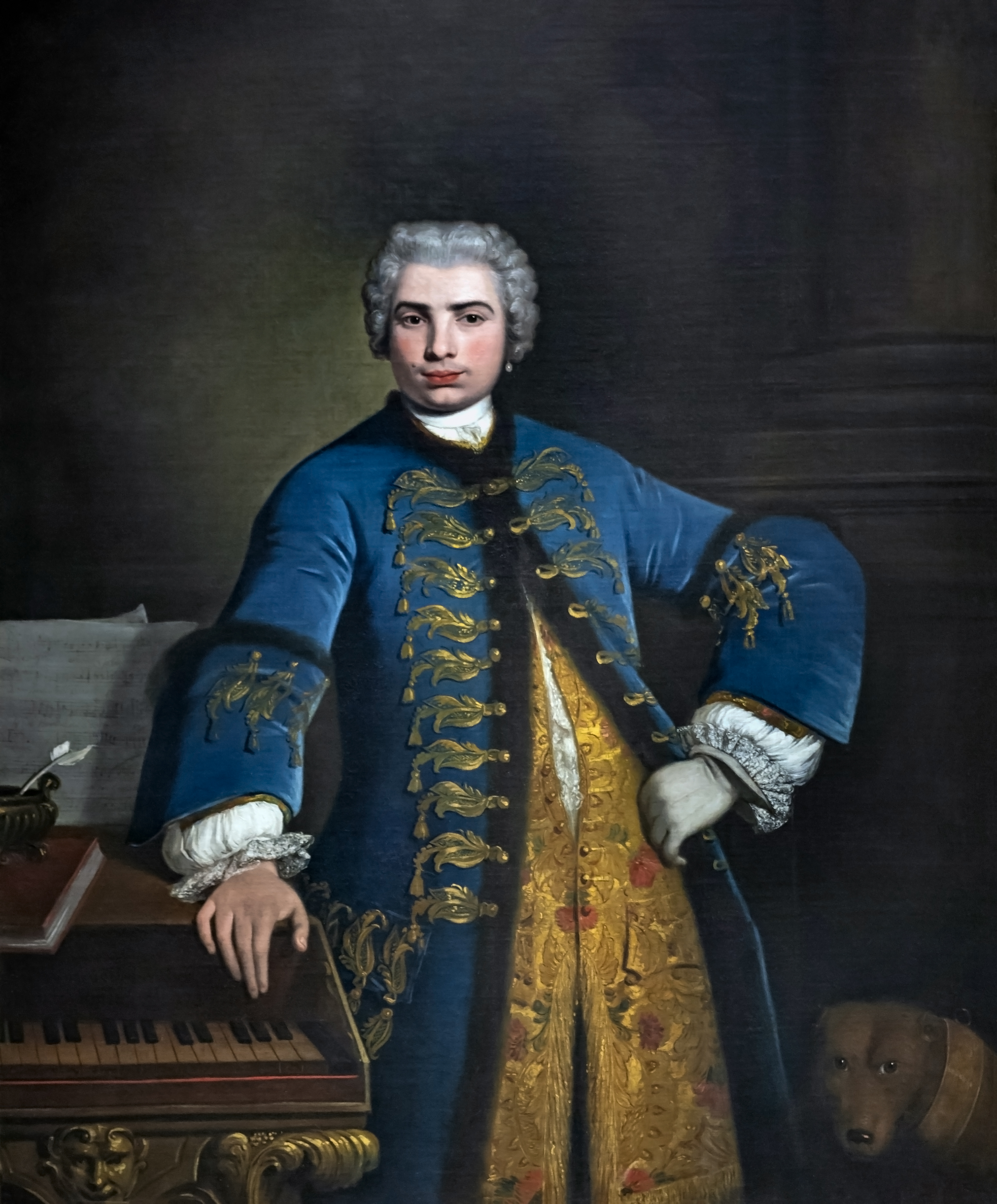
法里内利，以巴洛克音乐花腔技巧而著名的阉伶

花腔（義大利語：Coloratura）是一种华丽的演唱技巧，主要应用于西洋古典音乐中，以装饰音多而难度大而著名。起源于17-18世纪的意大利阉伶，现在多由女高音或次女高音演唱。